# 毛曄穎
毛曄穎（英語：Wing Mo，8月13日—），香港女演員。

## 簡歷
毛曄穎於香港大學文學院學士畢業，主修比較文學，雙副修德文、傳媒及文化研究。2009-2010年於無綫娛樂新聞台任職記者。
後來，她再往香港演藝學院修讀戲劇學院藝術學士學位，主修表演，期間獲得該學院的傑出演員獎。她曾經參與中英劇團、前進進戲劇工作坊的演出，現屬自由身演員及演出指導。曾提名第8屆香港小劇場獎最佳女主角。
2021年，她參演了 ViuTV 劇集《I Swim》（2022年7月播出），飾演老師「Ms Chu」一角，開始為觀眾認識。
2022年上映的電影《正義迴廊》，導演何爵天為了令演員能夠於短時間內投入演出，特意邀請毛曄穎於拍攝現場擔任演技導師。及後她亦為翁子光導演作品《爸爸》及ViuTV劇集《十七年命運週期》於拍攝現場擔任演出指導。
她首次主演的電視劇《島嶼協奏曲》於2024年7月8日晚上9時30分於ViuTV播出，同劇主要演員包括鄧麗欣、邱士縉、何洛瑤。

## 演出

### 電視劇（ViuTV）
- 2022年：《I SWIM》 飾 Miss 朱
- 2024年：《島嶼協奏曲》 飾 梁莉婷

### 電視劇（港台電視）
- 2019年：《迷什麼》單元《不要給我負評》

### 電視節目（ViuTV）
- 2021年：《總有一瓣喺左近》第199集嘉賓
- 2024年：《今晚煮邊科》第25集嘉賓

### 電影
- 2012年：《我老婆唔夠秤2：我老公唔生性》[1]
- 2013年：《末日派對》[1]
- 2014年：《分手100次》[1]
- 2021年：《二次人生》 飾 舊同學玲玲
- 2024年：《爸爸》 飾 婦產科醫生
- 2025年：《不赦之罪》 飾 容姑娘

### 舞台劇
- 2011年：《六個尋找作家的角色》[6]
- 2012年：《施卡本的詭計》[7]
- 2012年：《呢劑，俾唔起》[7][2]
- 2013年起：《電子城市》[8][9][3]
- 2013年：《孤星淚》[8]
- 2013年：《大龍鳳》[8]
- 2013年：《晚安，媽媽》[8]
- 2014年：《朱莉小姐》、《後殖民食神之歌》、《流徙之女》
- 2015年：《電子城市 -director’s cut》、《除非你是我》
- 2016年：《後殖民食物與愛情》、《隕石旁的天際》
- 2017年：《棒球場上的亞熱帶少年》、《西邊碼頭》、《Bear Man》
- 2018年：《甜美生活》[10]、《會客室》
- 2021年：《半空的笑》[11]
- 2022年：《香江神探福邇，字摩斯》[12]

## 外部連結
- 毛曄穎在香港影庫上的簡介
- 毛曄穎的Facebook專頁
- 毛曄穎的Instagram帳戶